# غوستاف آف جاييرستام
غوستاف أف جايرستام (5 يناير 1858 - 6 مارس 1909)، هو كاتب روائي سويدي. كان صديقًا لـأغسطس ستريندبيرج.